# آنتانامیتارانا
آنتانامیتارانا (انگلیسی: Antanamitarana) یک منطقهٔ مسکونی در ماداگاسکار است که در دیانا واقع شده‌است.